# Unabhängigkeitserklärung Liberias
Die Unabhängigkeitserklärung Liberias ist eine am 26. Juli 1847 vom Liberianischen Verfassungsabkommen veröffentlichte Erklärung, welche im Grunde aussagt, dass die von der American Colonization Society gegründete Kolonie "Nationengemeinschaft Liberia", zur neuen Republik Liberia erhoben wurde.
Die von Hilary Teague verfasste Erklärung wurde jedoch gleichzeitig mit dem ersten Grundgesetzesentwurf der Republik Liberia und dessen Validierung verabschiedet. Das Jubiläum der Erklärung und des Grundgesetzes werden in Liberia als Unabhängigkeitstag gefeiert.
Die Erklärung drückt die Geschichte der Ameriko-Liberianer, die sich in der Nationengemeinschaft ansiedelten aus. Es legt auch dar, dass Liberia ein unabhängiger und freier Staat ist. Die Erklärung merkt die Gründung der Kolonie durch die American Colonization Society an, so wie ihr Rücktritt von Regierung zugunsten der Selbstregierung der Einwanderer. Die Society ermutigte vollkommen die Unabhängigkeit von Liberia.
Die Deklaration verlässt sich teilweise auf die Unabhängigkeitserklärung der Vereinigten Staaten, besonders hinsichtlich der Betonung des Naturrechtes. Auch die Liste der gegen das Volk verübte Ungerechtigkeiten entspricht dem amerikanischen Muster.

## Die Unterzeichnenden
Zwölf Beauftragten, die die drei Bezirke Liberias vertraten, unterschrieben die Erklärung zusammen mit dem Grundgesetz Liberia:
Montserrado County
1.  Samuel Benedict
2.  Hilary Teage
3.  Elijah Johnson
4.  John Naustehlau Lewis
5.  Beverly R. Wilson
6.  J.B. Gripon
Grand Bassa County
7.  John Day
8.  Amos Herring
9.  Anthony William Gardiner
10.  Ephriam Titler
Sinoe County
11.  Jacob W. Prout
12.  Richard E. Murray